# Casa dels Cartellà
Casa dels Cartellà és un edifici del municipi de Besalú (Garrotxa). Forma part de l'Inventari del Patrimoni Arquitectònic de Catalunya.

## Descripció
El citat edifici, en altre èpoques habitatge dels Cartellà, presenta diverses arcades de carreus ben tallats i conserva encara un elegant finestral gòtic del segle XIV d'indubtable interès. Sembla que el finestral i l'estructura és l'únic que s'ha conservat de l'edifici original.

## Història
De la família dels Cartellàse'n tenen les primeres notícies a través d'un tal Guillem Galceran que l'any 1356 consta com a senyor de Falgars i propietari de l'immoble. Se sap igualment que un fill seu, anomenat Pere Galceràn de Cartellà fou capità general de la vila i vegueria de Besalú, i també de la batllia de Girona. La generació següent consta també com a domiciliada a la vila.